# Cylindrolaimus macrucus
Cylindrolaimus macrucus är en rundmaskart som beskrevs av Daday 1988. Cylindrolaimus macrucus ingår i släktet Cylindrolaimus och familjen Axonolaimidae. Inga underarter finns listade i Catalogue of Life.